# Wysokie Równiny

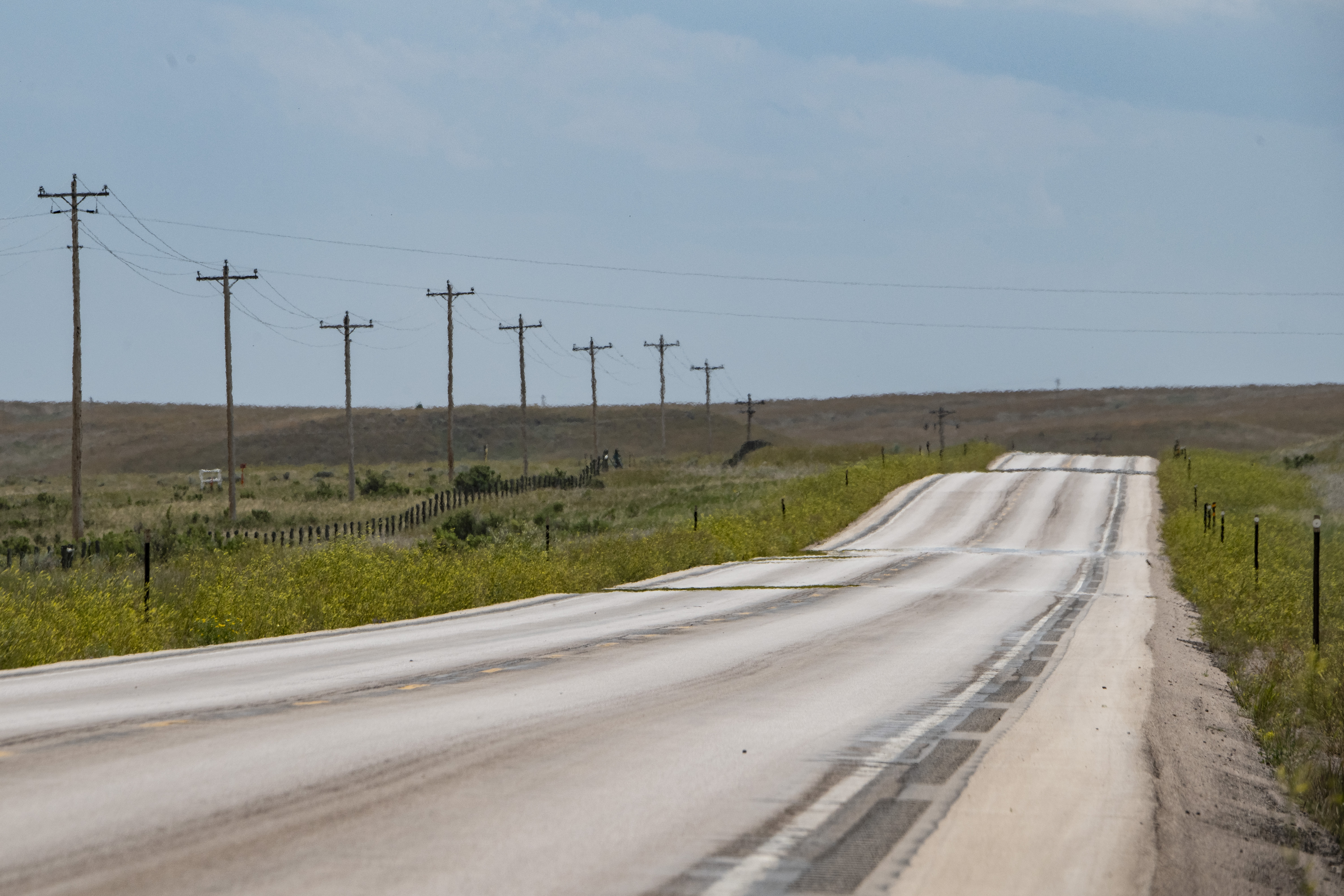
Typowy krajobraz Wysokich Równin

Wysokie Równiny (ang. High Plains) – region geograficzny w Stanach Zjednoczonych, obejmujący południową część Wielkich Równin. To na ogół płaskie tereny trawiaste, w północno–zachodnim Teksasie (północna część płaskowyżu Llano Estacado), w zachodniej części stanów Kansas i Nebraska, na wschodzie Kolorado, oraz fragmentarycznie w kilku innych stanach (w tym Nowym Meksyku i Oklahomie).
Nazwa High Plains pochodzi od wysokości, która jest generalnie wyższa niż reszta Wielkich Równin. Wysokość w obrębie High Plains wzrasta ze wschodu na zachód. Najwyższe średnie wysokości na Wielkich Równinach występują u podnóża Gór Skalistych, gdzie wysokość wynosi około 1800 m n.p.m.. 
Ten region należy do największych i najbardziej produktywnych terenów uprawnych w USA i jest źródłem prawie 20% krajowej produkcji kukurydzy, pszenicy i bawełny, a także znacznej części produkcji soi, sorgo i lucerny. Jest również domem dla blisko jednej piątej bydła hodowanego w USA. Ponieważ klimat jest suchy i półpustynny, ze średnimi rocznymi opadami wynoszącymi od 12 cali na zachodzie do 33 cali na wschodzie, uprawa wymaga znacznego nawadniania. Region charakteryzuje się wyjątkowo niską gęstością zaludnienia. 